# Patrik Carnbäck
Jan Patrik „Carna“ Carnbäck (* 1. Februar 1968 in Göteborg) ist ein ehemaliger schwedischer Eishockeyspieler, der im Verlauf seiner aktiven Karriere zwischen 1986 und 2003 unter anderem 154 Spiele für die Canadiens de Montréal und Mighty Ducks of Anaheim in der National Hockey League (NHL) auf der Position des rechten Flügelstürmers bestritten hat. Darüber hinaus absolvierte Carnbäck weitere 460 Partien für seinen Stammverein Västra Frölunda in der schwedischen Elitserien, mit dem er im Jahr 2003 die  Schwedische Meisterschaft gewann.

## Karriere
Patrik Carnbäcks erste Karrierestation war im Alter von acht Jahren IFK Bäcken, ein Vorortklub aus seiner Geburtsstadt Göteborg. Im Sommer 1986 wechselte der Stürmer zu Västra Frölunda. Dort spielte der links schießende Außen bis 1992 in der erstklassigen Elitserien bzw. bis zum Aufstieg im Frühjahr 1989 in der Division 1, der zweithöchsten schwedischen Liga. In seinem ersten Jahr in der Elitserien in der Spielzeit 1989/90 belegte Carnbäck in der Scorerwertung mit 54 Punkten den zweiten Platz und wurde noch vor Mats Sundin zum besten Neuling der Liga gewählt. Bereits im NHL Entry Draft 1988 war der Schwede in der sechsten Runde an 125. Stelle von den Canadiens de Montréal aus der National Hockey League (NHL) ausgewählt worden.
Im Sommer 1992 entschied sich Carnbäck zu einem Wechsel nach Nordamerika und nahm ein Angebot der Canadiens an. Ein Jahr lang spielte er allerdings fast ausschließlich für deren Farmteam Fredericton Canadiens in der American Hockey League (AHL). Zur Spielzeit 1993/94 wurde er gemeinsam mit Todd Ewen im Tausch für ein Drittrunden-Wahlrecht im NHL Entry Draft 1994 zu den Mighty Ducks of Anaheim transferiert. Für die Mighty Ducks spielte er fast drei Jahre lang in der NHL. Kurz vor Ende der Saison 1995/96 wechselte der Angreifer nach Deutschland zu den Kölner Haien, wo er auch die folgende Saison bestritt. Im Sommer 1997 kehrte er zu seinem Heimatverein Västra Frölunda zurück und spielte dort, bis er nach dem Meisterschaftsgewinn im Jahr 2003 seine Karriere beendete.

### International
Vor allem zu Beginn seiner Karriere gehörte Carnbäck zum festen Stamm der schwedischen Nationalmannschaft. Nachdem er in seiner Jugend einige Turniere für die Juniorenauswahlteams bestritten hatte, nahm er 1992 erstmals mit der A-Mannschaft an großen Turnieren teil. Bei den Olympischen Winterspielen belegte er mit den Tre Kronors lediglich Platz fünf, gewann aber kurz darauf den Weltmeistertitel. Im Finale gegen Finnland wurde er als bester Spieler ausgezeichnet. Bei den Titelkämpfen 1994 errang er mit der Mannschaft die Bronzemedaille, ehe er in der Folge nicht mehr berücksichtigt wurde.

## Erfolge und Auszeichnungen
| - 1989 Aufstieg in die Elitserien mit Västra Frölunda - 1990 Årets nykomling - 1996 Deutscher Vizemeister mit den Kölner Haien | - 2000 Teilnahme am Elitserien All-Star-Game - 2003 Schwedischer Meister mit Västra Frölunda |

### International
- 1992 Goldmedaille bei der Weltmeisterschaft
- 1994 Bronzemedaille bei der Weltmeisterschaft

## Karrierestatistik

### International
Vertrat Schweden bei:
- Junioren-Weltmeisterschaft 1988
- Olympischen Winterspielen 1992
- Weltmeisterschaft 1992
- Weltmeisterschaft 1994

(Legende zur Spielerstatistik: Sp oder GP = absolvierte Spiele; T oder G = erzielte Tore; V oder A = erzielte Assists; Pkt oder Pts = erzielte Scorerpunkte; SM oder PIM = erhaltene Strafminuten; +/− = Plus/Minus-Bilanz; PP = erzielte Überzahltore; SH = erzielte Unterzahltore; GW = erzielte Siegtore; 1 Play-downs/Relegation; Kursiv: Statistik nicht vollständig)